# 森林保全
森林保全（しんりんほぜん、Forest conservation）とは、森林が持つ多面的な機能や生物多様性を維持・増進するために、森林の適切な管理や保護を行うことである。森林は、国土保全、水源涵養、地球温暖化防止、木材資源の供給など、人間の生活や環境に貢献する役割を果たしている。しかし、違法伐採や森林火災、開発や農業などによる森林減少・劣化が世界的に進行しており、森林の機能や生物多様性が危機にさらされている。そのため、国際的な協力や民間の取り組みを通じて、森林保全の推進が求められている。

## 森林保全の意義
森林は、地球上の陸域の約3割を占める生態系であり、約80%の陸上生物種が生息しているとされる。森林は、以下のような多面的な機能を有している。
- 国土保全機能：森林は、土壌流出や山崩れなどの土砂災害を防止し、河川や海岸の侵食を抑制する。また、雪崩や風害などの自然災害から人々やインフラを守る役割も果たす。
- 水源涵養機能：森林は、降水を吸収し、地下水や河川水として長期間にわたって放出する。これにより、水質の浄化や水量の調節が行われる。世界人口の約75%が森林流域から供給される水に依存していると言われる[要出典]。
- 気候調節機能：森林は、二酸化炭素などの温室効果ガスを吸収し、酸素を放出することで、地球温暖化の緩和に寄与する。また、蒸散作用により空気中の水分量や温度を調整し、地域気候や降雨量に影響を与える。
- 木材資源供給機能：森林は、住宅や家具などの生活用品から紙やパルプなどの工業原料まで、幅広い用途に利用される木材を生産する。木材は再生可能で環境負荷が低い資源であり、持続可能な森林経営により供給が確保される。
- 生物多様性保全機能：森林は、多様な動植物や微生物が共生する複雑で豊かな生態系である。これらの生物は、食物連鎖や相互作用により森林の構造や機能を形成し、遺伝的・種的・生態系的な多様性を維持する。また、これらの生物は、人間の食料や薬品などの資源となるほか、文化的・精神的な価値も有している。

これらの森林の機能は、人間の福祉や経済に大きな貢献をしている。森林の一部の機能だけでも貨幣評価すると、年間70兆円に相当すると推計されている。
しかし、森林は、人間の活動により様々な脅威にさらされている。世界の森林面積は、1990年から2015年の間に約3.1億ha減少し、現在は約40億haとなっている。森林減少の主な原因は、農業や牧畜などのための開発や転用であり、特に熱帯地域で顕著である。また、違法伐採や森林火災、病害虫や外来種などにより、森林の質や機能が低下している。これらの森林減少・劣化は、気候変動の加速や生物多様性の喪失など、地球規模の環境問題を引き起こしている。

## 森林保全の取り組み
森林保全のためには、国際的な協力や民間の取り組みが不可欠である。以下に、主な取り組みを紹介する。
- 国際的な協力：森林は国境を越える影響を及ぼすため、国際社会として森林保全に取り組む必要がある。国連では、持続可能な開発目標（SDGs）の一つとして「15.陸域生態系を保全・回復する」という目標を掲げており、2020年までに森林減少を止めることや2020年以降は持続可能な森林経営を実施することなどが盛り込まれている[3]。また、気候変動対策としてパリ協定が採択された際には、「REDD+（Reducing Emissions from Deforestation and forest Degradation）」という仕組みが確立された。これは、途上国が森林減少・劣化を抑制することで排出削減を行う場合に、先進国から支援を受けるというものである[4]。
- 民間の取り組み：消費者や企業も森林保全に貢献できる取り組みがある。消費者は、違法伐採された木材や木材製品を買わないことや、森林認証制度（FSC認証やPEFC認証など）を活用して持続可能な森林経営から得られた木材や木材製品を選ぶことで、森林保全につながる[5]。企業は、自社の木材調達において、合法性や持続可能性を確認することや、森林認証制度を利用することで、森林保全に貢献できる。また、NPOや企業などの多様な主体が森林づくり活動を実施することも、森林保全に寄与する[6]。